# Pædagogernes Pensionskasse
Pædagogernes Pension (også omtalt som PBU) er en dansk pensionskasse som blev oprettet i 1976 af overenskomstparterne på pædagogområdet: BUPL på den ene siden og [[Kommunernes Landsforening]] (KL), Foreningen af Kommuner i Københavns Amt (FKKA) samt Københavns Kommune og Frederiksberg Kommune på den anden. Selskabets officielle navn er Pædagogernes Pension - pensionskassen for pædagoger. =
Medlemsadministration er lagt ud til serviceselskabet Forca, som Pædagogernes Pension ejer i fællesskab med Lærernes Pension og PKA.
Pædagogernes Pension har ca. 120.000 medlemmer pr. 1. januar 2021.
Administrerende direktør er Sune Schackenfeldt.